# Res
Das lateinische Wort Res, das in der deutschen Sprache mit „Sache, Gegenstand, Ding“ oder „Wesen“ übersetzt wird, ist ein bis heute wichtiger Begriff im Recht und in der Philosophie.
Der Begriff verweist im antiken lateinischen Raum zuerst grundsätzlich auf die äußere Realität, die unmittelbar wahrgenommen wird. Allgemein wurde Res in einem konkreten materiellen und ökonomischen Sinn verstanden.

## Res im Recht
Im römischen Recht war res ein zentraler Begriff. Im weitesten Sinn ist hier res der Gegensatz zur Person (persona) als Rechtsträger, der die Außenwelt als durch das Recht geschützter Bereich gegenübersteht. Deshalb umfasst res nicht nur greifbare Dinge, sondern den gesamten Bereich der Ereignisse, Zustände und rechtlichen Beziehungen. Res bezeichnete in Rhetorik und Recht auch den Tatbestand oder Fall, der in einem Prozess verhandelt und beurteilt werden soll, also nicht nur die materielle und individuelle Realität, die unmittelbar gegeben ist. Deshalb kann res auch das bezeichnen, was durch ein Wort oder einen Satz gemeint ist, den Sinn oder Sachverhalt: Der Redner muss einen Fall oder Sachverhalt darlegen und klar erfassen, sonst wird Rhetorik zum leeren Sprechen über alles und nichts. Diese Verwendung von res im römischen Recht verläuft parallel zur Verwendung des Begriffs Pragma im antiken Griechenland (altgriechisch πρᾶγμα ‚Handlung, Sache‘), wie sie zum Beispiel bei Aristoteles zu finden ist.
Res wurde im römischen Recht also sehr weit aufgefasst und umfasste körperliche und unkörperliche Sachen. Diesen weiten Sachbegriff übernahm das Allgemeine bürgerliche Gesetzbuch (Österreich). Auch im französischen Recht findet er sich.
Im Bürgerlichen Gesetzbuch (BGB) ist der Begriff der Sache dagegen auf körperliche Sachen beschränkt und bezieht sich nicht auf Rechte. Insgesamt aber ist in wichtigen Teilen des Rechts in Deutschland der Begriff der Sache aus dem römischen Recht abgeleitet.

## Res in der Philosophie
In der Philosophie bezeichnet res zunächst vor allem die materielle, dinghafte Sache und die Substanz. Die Bedeutung ist aber im Zusammenhang mit dem antiken Recht so weit, dass spezifische Bedeutungen in der Philosophie stark variieren.
Augustinus führt eine neue theologisch bestimmte Bedeutung von res ein im Zusammenhang mit der Trinität. In Verbindung mit natura und universitas bezeichnet res dann bei Johannes Scottus Eriugena das All der Dinge und die Gesamtheit des Geschaffenen, worunter auch Menschen, Lebewesen und materielle Realitäten fallen.
Durch Avicenna, der in seiner Metaphysik versucht, anzugeben, was das Seiende (ens) und das Ding (res) und weitere Einteilungen sind, wird die Bedeutung von res in der Ontologie stark beeinflusst. Für Avicenna steht res am Ursprung jeder Vorstellung. So kann man Aufmerksamkeit auf die res richten, aber sie nicht eigentlich erkennen, weil die Namen, die man für die Dinge verwendet, zweitrangiger oder unklarer wären, als sie selbst. Avicenna beschreibt res als dasjenige Ding, worauf sich eine Aussage bezieht. Dieses Ding muss nicht notwendigerweise als wirklicher Gegenstand existieren, es genügt, dass es seelisch vorgestellt wird.
Unter anderem beeinflusst durch Avicenna führt die Algebra als Wissenschaft für das Unbekannte und das Ding den Begriff res ein, der, ohne zu unterscheiden, sowohl eine Zahl als auch eine geometrische Größe bezeichnen kann.
Durch diese Entwicklung kann in der Ontologie über ein Objekt ohne bestimmte Eigenschaften gesprochen werden, es auch als erkennbar gedacht werden, ohne es genau bezeichnen zu müssen. In den lateinischen Übersetzungen der arabischen Algebra, die zu Beginn des 13. Jh. einsetzen, wird dieser Begriff von res beibehalten.
In der Scholastik entfalten sich unterschiedliche Bedeutungen von res. Bonaventura unterscheidet drei Verwendungsweisen: Res kann etwas sein, das im Denken ist, oder außerhalb. Im engeren Sinn bezeichnet res aber nur Etwas, das unabhängig vom Denken besteht. Ein weiteres, noch engeres Verständnis von res meint nur an sich Seiendes (Substanzen). Seit Gerhard von Cremona wird res zu den Transzendentalien gezählt.
In der Spätscholastik und der Metaphysik dieser Zeit wird res nicht mehr als einfache Übersetzung des griechischen pragma benutzt.
René Descartes (1596–1650) unterscheidet zwischen dem Mentalen (res cogitans) und dem Physischen (res extensa). Die sich aus dieser Unterscheidung ergebenden Fragestellungen werden in der neuzeitlichen Philosophie sehr wirkungsmächtig.